# 薄荚蛏
是貧齒蛤目刀蛏科荚蛏属的一种。

## 分佈
主要分布于韩国、中国大陆、台湾，常栖息在浅海沙底、潮间带至潮下带31米。